# Bishazari Tal
Bishazari Tal (również Beeshazar Tal) – zespół starorzeczy w otulinie Parku Narodowego Chitwan, w środkowym Nepalu. Te podmokłe obszary pokrywają ok. 3 200 hektarów krainy Teraj u podnóża Himalajów, na wysokości ok. 286 m n.p.m. Są usytuowane pomiędzy pasmami górskimi Mahabharat w Himalajach Małych na północy i Siwalik na południu. W 2003 roku obszar został objęty ochroną w ramach konwencji ramsarskiej.

## Fauna
Bishazari Tal jest obszarem występowania wielu gatunków ptaków zagrożonych wyginięciem, takich jak sęp bengalski (Gyps bengalensis), podgorzałka zwyczajna (Aythya nyroca), bielik wschodni (Haileetus leucoryphus) i marabut jawajski (Leptotilos javanicus). Ponadto, w jeziorach lub ich pobliżu występują tygrysy bengalskie (Panthera tigris tigris), nosorożce indyjskie (Rhinoceros unicornis), wydrzyce gładkowłose (Lutrogale perspicillata), wargacze leniwe (Melursus ursinus) oraz krokodyle błotne (Crocodylus palustris).

## Ochrona przyrody
Lesiste tereny w okolicach Bishazari Tal zamieszkuje ok. 100 tys. ludzi. Część z nich utrzymuje się dzięki łowieniu ryb w tamtejszych jeziorach. Możliwość połowów uzyskują dzięki przyznawanym co roku licencjom. Na obszarze jezior wdraża się także wiele programów zmierzających do ochrony ich zasobów naturalnych. Znajdują się wśród nich akcje usuwania gatunków inwazyjnych przeprowadzane przez lokalne społeczności przy współpracy zarządu Parku Narodowego Chitwan.